# 潘思榘
潘思榘（1695年—1752年），字絜方，號補堂，江南武進縣（今屬江蘇省常州市）人。中國清朝官員。
潘思榘為雍正二年（1724年）進士，改庶吉士。雍正三年（1725年），分配至刑部学习。雍正六年（1728年），散館补為刑部主事。累迁郎中。雍正八年（1730年），授广东南雄知府。十三年（1735年），迁海南道。乾隆四年（1739年），迁按察使。乾隆七年（1742年），迁浙江布政使。乾隆十一年（1746年），授安徽巡抚。之後調任福建巡抚。乾隆十七年（1752年）卒。乾隆帝命於京師贤良祠祭祀。谥敏惠。

## 延伸阅读
[在维基数据编辑]
 《清史稿/卷308》，出自趙爾巽《清史稿》